# Clare O'Neil
Pour les articles homonymes, voir O'Neil.
Clare O'Neil, née le 12 septembre 1980 à Melbourne (Australie), est une femme politique australienne, membre du Parti travailliste (ALP). 
Elle est députée depuis 2013 et ministre de l'Intérieur et de la Cybersécurité de 2022 à 2024.
Depuis juillet 2024, elle est ministre du Logement et des Sans-abris, et depuis mai 2025, ministre des Villes dans le gouvernement d'Anthony Albanese.

## Biographie

### Origines et études
Fille d'éditeurs, Clare O'Neil étudie au Loreto Mandeville Hall à Toorak. Elle poursuit ensuite sa scolarité à l'université Monash, obtenant un Bachelor of Arts (histoire), puis un Bachelor of Laws, avec des mentions. En 2006, elle reçoit une bourse Fulbright pour étudier la politique publique à la John F. Kennedy School of Government de l'université Harvard.

### Carrière politique et professionnelle

#### Débuts politiques et carrière professionnelle
Clare O'Neil rejoint le Parti travailliste à 16 ans. Elle rencontre le député Simon Crean (en), à qui elle succédera, et qu'elle décrira plus tard comme l'un de ses « héros travaillistes ».
En mars 2003, elle se présente comme candidate pour le quartier sud de Springvale, dans la ville du grand Dandenong ; elle est élue. Après un an à ce poste, elle est également élue maire, devenant la plus jeune femme maire d'une zone de gouvernement local de l'histoire australienne.
En 2007, alors qu'elle étudie aux États-Unis, Clare O'Neil travaille comme stagiaire à la Bourse de New York. En 2008, elle retourne en Australie pour devenir brièvement conseillère auprès du bureau du Trésorier du Commonwealth. Elle travaille ensuite au sein du cabinet de conseil en gestion McKinsey & Company de 2009 à 2013 comme responsable de l'engagement.

#### Députée
Clare O'Neil est désignée candidate travailliste en vue des élections fédérales de 2013. Elle est élue députée.
Elle est membre de l'aile droite du parti. De 2013 à 2016, elle siège aux comités permanents de la Chambre des représentants sur l'agriculture et l'industrie et sur les impôts et les revenus. À la suite des élections de 2016, Clare O'Neil est nommée au cabinet fantôme du chef de l'opposition Bill Shorten, devenant ministre fantôme de la Justice. Elle est également nommée ministre fantôme des Services financiers en juin 2018. Après la défaite travailliste aux élections de 2019, elle envisage de se présenter à la direction adjointe du parti, mais finalement renonce, annonçant ne pas avoir réuni suffisamment de soutien de la part de ses collègues,.

#### Ministre de l'Intérieur et de la Cybersécurité

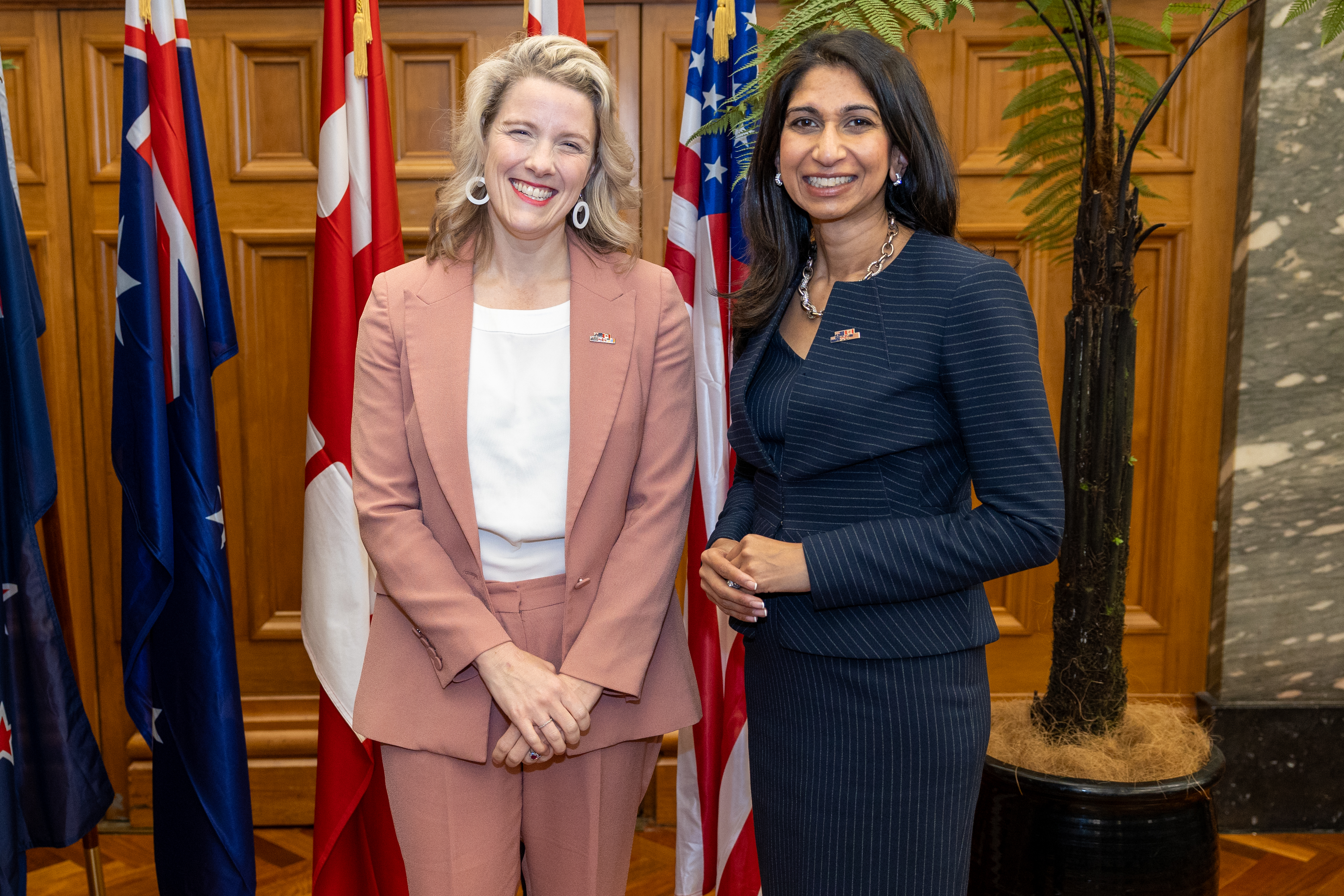
Clare O'Neil et la ministre britannique de l'Intérieur Suella Braverman en 2023.

En juin 2022, Clare O'Neil est nommée ministre de l’Intérieur et de la Cybersécurité dans le gouvernement travailliste d'Anthony Albanese ; elle est la première membre du gouvernement titulaire de ce second portefeuille. Ses prérogatives incluent l'amélioration de la réponse de l'Australie aux catastrophes naturelles dues au changement climatique, l'amélioration de la cybersécurité de l'Australie, la lutte contre les ingérences étrangères, la réforme du système migratoire australien et le renforcement de la démocratie australienne. Elle déclare que le système migratoire australien est défectueux et ne répond pas aux besoins de l'Australie, des entreprises et des migrants. Le 2 septembre 2022, elle annonce un examen complet du système migratoire australien afin de relever les défis existants et de définir une nouvelle orientation pour les décennies à venir.
Au cours des six premiers mois suivant sa prise de fonction, l'Australie est victime des cyberattaques Optus et Medibank, alors les plus importantes de l'histoire du pays, à trois semaines d'intervalle. À la suite de ces cyberattaques, un groupe de travail est créé pour « pirater les pirates informatiques » et perturber les cyberattaques en Australie avant qu'elles ne soient commises. Clare O'Neil annonce un examen complet des cyberattaques Optus et Medibank pour examiner comment son ministère des Affaires intérieures peut tirer des leçons de ces événements et quelle réforme politique doit être menée. Elle nomme un conseil consultatif d'experts pour développer une nouvelle stratégie de cybersécurité afin d'améliorer la résilience nationale de l'Australie aux cyber menaces et répondre correctement aux conséquences des cyber incidents. En conséquence, elle est nommée « Personnalité de l'année en matière de cybersécurité 2022 » par CyberCrime Magazine.

## Prises de position
Dans une interview de 2013 avec Michelle Grattan (en), Clare O'Neil désigne ses quatre priorités politiques : l'économie, la protection de l'enfance, les questions relatives aux femmes et le bien-être des Australiens autochtones. Elle évoque également des questions telles que les violations des droits de l'homme au Cambodge, l'enseignement primaire, secondaire et supérieur,, la politique des demandeurs d'asile et la réforme du Parti travailliste.
Elle met l'accent sur l'importance d'avoir une économie forte pour parvenir à une société juste. Elle déclare que même si elle estime que « le gouvernement ne devrait pas ériger de grandes barrières tarifaires ni contrôler les grands leviers macroéconomiques », il fournit en pratique « la plate-forme sur laquelle nos entreprises sont compétitives — et gagnent — à l'échelle mondiale », estimant donc que les dirigeants politiques doivent jouer un rôle important, notamment en menant « une bonne politique et une communication claire » sur le sujet. Clare O'Neil cite l'histoire de sa famille, son travail chez McKinsey & Company et ses expériences dans les communautés autochtones comme ayant influencé sa vision de l'économie.
En 2011, elle passe neuf mois avec son partenaire dans le nord-est de la Terre d'Arnhem, l'une des régions les plus septentrionales du Territoire du Nord, afin d'aider des Australiennes autochtones à créer de petites entreprises. Durant son séjour dans la région, elle est témoin de difficultés dans les domaines de la santé, du logement et de l'emploi. Elle a depuis exprimé au Parlement son désir de voir des mesures prises pour résoudre ces problèmes : « Pendant de nombreuses décennies, les politiciens ont dit que c'était honteux. Je veux que ma génération soit la dernière à devoir le dire ».

## Vie privée
Clare O'Neil est en couple avec un anesthésiste. Elle est mère de deux fils et une fille. Alors qu'ils vivaient dans le Territoire du Nord, le couple s'est également occupé d'un enfant en tant que parents adoptifs.
Elle vivait auparavant à Melbourne-Est, en dehors de sa circonscription, mais a depuis acheté une maison à Oakleigh, en 2020.